# Voloșîne, Komsomolsk
Voloșîne (în ucraineană Волошине) este un sat în comuna Dmîtrivka din orașul regional Komsomolsk, regiunea Poltava, Ucraina.

## Demografie
Componența lingvistică a localității Voloșîne
     Ucraineană (86,36%)
     Rusă (4,55%)
Conform recensământului din 2001, majoritatea populației localității Voloșîne era vorbitoare de ucraineană (86,36%), existând în minoritate și vorbitori de rusă (4,55%).